# MS Majesty of the Seas
Majesty of the Seas је најмањи крузер "Royal Caribbean International-a". Само овај крузер је у класи под називом "Sovereign". Прије неколико година брод  "Sovereign of the Seas" је био највећи на свијету. На "Majesty of the Seas" може се укрцати око 2,700 путника. Дугачак је 268 метара. 